# Shorttrack op de Olympische Winterspelen 1994
Shorttrack is een van de sporten die beoefend werden tijdens de Olympische Winterspelen 1994 in Lillehammer.

## Mannen

### 500 meter
| Rang   | Sporter(s)         | Land | Tijd      |
| ------ | ------------------ | ---- | --------- |
|        | A-Finale           |      |           |
| Goud   | Chae Ji-hoon       | KOR  | 43.45     |
| Zilver | Mirko Vuillermin   | ITA  | 43.47     |
| Brons  | Nicholas Gooch     | GBR  | 43.68     |
| 4      | Marc Gagnon        | CAN  | 52.74     |
|        | B-Finale           |      |           |
| 5      | Frédéric Blackburn | CAN  | 44.97     |
| 6      | Lee Joon-ho        | KOR  | 45.13     |
| 7      | Martin Johansson   | SWE  | 45.24     |
| 8      | Steven Bradbury    | AUS  | 45.33     |
|        |                    |      |           |
| 22     | Erik Duijvelshoff  | NED  | voorronde |
| 26     | Stephan Huygen     | BEL  | voorronde |

### 1000 meter
| Rang   | Sporter(s)         | Land | Tijd         |
| ------ | ------------------ | ---- | ------------ |
|        | A-Finale           |      |              |
| Goud   | Kim Ki-hoon        | KOR  | 1:34.57      |
| Zilver | Chae Ji-hoon       | KOR  | 1:34.92      |
| 6      | Derrick Campbell   | CAN  | DNF          |
| 7      | Nicholas Gooch     | GBR  | DQ           |
|        | B-Finale           |      |              |
| Brons  | Marc Gagnon        | CAN  | 1:33.03      |
| 4      | Satoru Terao       | JPN  | 1:33.39      |
| 5      | Lee Joon-ho        | KOR  | 1:44.99      |
| 8      | Frédéric Blackburn | CAN  | DQ           |
|        |                    |      |              |
| 23     | Erik Duijvelshoff  | NED  | voorronde    |
| 31     | Geert Blanchart    | BEL  | DQ voorronde |

### 5000 meter aflossing
| Rang   | Sporter(s)                                                                    | Land | Tijd       |
| ------ | ----------------------------------------------------------------------------- | ---- | ---------- |
|        | A-Finale                                                                      |      |            |
| Goud   | Maurizio Carnino Orazio Fagone Hugo Herrnhof Mirko Vuillermin                 | ITA  | OR 7:11.74 |
| Zilver | Randall Bartz John Coyle Eric Flaim Andrew Gabel Anthony Goskowicz            | USA  | 7:13.37    |
| Brons  | Steven Bradbury Kieran Hansen Andrew Murtha Richard Nizielski                 | AUS  | 7:13.68    |
| 4      | Frédéric Blackburn Derrick Campbell Marc Gagnon Stephen Gough                 | CAN  | 7:20.40    |
|        | B-Finale                                                                      |      |            |
| 5      | Yuichi Akasaka Tatsuyoshi Ishihara Satoru Terao Jun Uematsu                   | JPN  | 7:19.11    |
| 6      | Øystein Carlsen Bjørnar Elgetun Gisle Elvebakken Tore Klevstuen Morten Staubo | NOR  | 7:24.29    |
| 7      | Li Jiajun Li LianLi Yang He Zhang Hongbo                                      | CHN  | DQ         |
| 8      | Michael McMillen Andrew Nicholson Christopher Nicholson Tony Smith            | NZL  | DQ         |

## Vrouwen

### 500 meter
| Rang   | Sporter(s)          | Land | Tijd            |
| ------ | ------------------- | ---- | --------------- |
|        | A-Finale            |      |                 |
| Goud   | Cathy Turner        | USA  | OR 45.98        |
| Zilver | Zhang Yanmei        | CHN  | 46.44           |
| Brons  | Amy Peterson        | USA  | 46.76           |
| 4      | Won Hye-kyung       | KOR  | 47.60           |
|        | B-Finale            |      |                 |
| 5      | Kim So-hee          | KOR  | 49.01           |
| 6      | Wang Xiulan         | CHN  | 49.03           |
| 7      | Yang Yang (S)       | CHN  | DQ halve finale |
| 7      | Isabelle Charest    | CAN  | DQ halve finale |
|        |                     |      |                 |
| 19     | Anke Jannie Landman | NED  | voorronde       |
| 26     | Penelope di Lella   | NED  | voorronde       |
| 27     | Bea Pintens         | BEL  | voorronde       |
| 30     | Sofie Pintens       | BEL  | DQ voorronde    |

### 1000 meter
| Rang   | Sporter(s)          | Land | Tijd            |
| ------ | ------------------- | ---- | --------------- |
|        | A-Finale            |      |                 |
| Goud   | Chun Lee-kyung      | KOR  | OR 1:36.87      |
| Zilver | Nathalie Lambert    | CAN  | 1:36.97         |
| Brons  | Kim So-hee          | KOR  | 1:37.09         |
| 4      | Zhang Yanmei        | CHN  | 1:37.80         |
| 5      | Yang Yang (S)       | CHN  | 1:47.10         |
|        | B-Finale            |      |                 |
| 6      | Isabelle Charest    | CAN  | 1:37.49         |
| 7      | Sylvie Daigle       | CAN  | DQ halve finale |
| 8      | Cathy Turner        | USA  | DQ halve finale |
|        |                     |      |                 |
| 17     | Sofie Pintens       | BEL  | voorronde       |
| 19     | Bea Pintens         | BEL  | voorronde       |
| 26     | Penelope di Lella   | NED  | voorronde       |
| 28     | Anke Jannie Landman | NED  | voorronde       |

### 3000 meter aflossing
| Rang   | Sporter(s)                                                                    | Land | Tijd       |
| ------ | ----------------------------------------------------------------------------- | ---- | ---------- |
|        | A-Finale                                                                      |      |            |
| Goud   | Chun Lee-kyung Kim So-hee Kim Yoon-mi Won Hye-kyung                           | KOR  | OR 4:26.64 |
| Zilver | Christine Boudrias Isabelle Charest Sylvie Daigle Nathalie Lambert            | CAN  | 4:32.04    |
| Brons  | Karen Cashman Amy Peterson Shana Sundstrom Cathy Turner Nikki Ziegelmeyer     | USA  | 4:39.34    |
| 8      | Su Xiaohua Xiulan Yang Yang (S) Zhang Yanmei                                  | CHN  | 4:44.50    |
|        | B-Finale                                                                      |      |            |
| 4      | Barbara Baldissera Marinella Canclini Katia Colturi Katia Mosconi Mara Urbani | ITA  | 4:34.46    |
| 5      | Jekatarina Mikhailova Marina Pylajeva Jelena Tikhanina Viktoria Troitskaja    | URS  | 4:34.60    |
| 6      | Penelope di Lella Priscilla Ernst Anke Jannie Landman Esmeralda Ossendrijver  | NED  | 4:45.40    |
| 7      | Valerie Barizza Sandrine Daudet Sandra Deleglise Laure Drouet                 | FRA  | 4:59.94    |

## Medaillespiegel
| Plaats | Land             | NOC    | Goud | Zilver | Brons | Totaal |
| ------ | ---------------- | ------ | ---- | ------ | ----- | ------ |
| 1      | Zuid-Korea       | KOR    | 4    | 1      | 1     | 6      |
| 2      | Verenigde Staten | USA    | 1    | 1      | 2     | 4      |
| 3      | Italië           | ITA    | 1    | 1      | 0     | 2      |
| 4      | Canada           | CAN    | 0    | 2      | 1     | 3      |
| 5      | China            | CHN    | 0    | 1      | 0     | 1      |
| 6      | Australië        | AUS    | 0    | 0      | 1     | 1      |
| 6      | Groot-Brittannië | GBR    | 0    | 0      | 1     | 1      |
| Totaal | Totaal           | Totaal | 6    | 6      | 6     | 18     |